# Maki (současná politická strana)
Maki (hebrejsky מק״י‎, akronym pro ha-Miflaga ha-komunistit ha-jisra'elit (hebrejsky: המפלגה הקומוניסטית הישראלית‎, doslova: Izraelská komunistická strana) je izraelská komunistická strana, která je součástí aliance Chadaš. Původně byla známá pod názvem Rakach (hebrejsky: רק״ח‎, akronym pro Rešima komunistit chadaša (hebrejsky: רשימה קומוניסטית חדשה‎, doslova: Nová komunistická kandidátka) a nejedná se o stejnou stranu Maki, která se rozpadla v 60. letech.

## Historie
Strana Rakach byla založena roku 1965 v důsledku vnitřních sporů ve straně Maki. Původní strana izraelských komunistů – Maki, se rozdělila mezi převážně židovskou frakci vedenou Moše Snehem, která uznávala právo Izraele na existenci a byla kritická vůči sovětskému protiizraelskému postoji, a převážně arabskou frakci, která byla striktně antisionistická. Původní Maki opustila propalestinská frakce (včetně Emile Habibiho, Tawfika Toubiho a Metra Vilnera), aby založila stranu Rakach, která byla posléze Sovětským svazem uznána za „oficiální“ komunistickou stranu. Zbylé dvě frakce byly sovětskými médii označovány jako národně-buržoazní.
Ve volbách do Knesetu v roce 1965 získala Rakach tři poslanecké mandáty, čímž oslabila pozici Maki, která získala pouhé jedno křeslo. Vymezení se Rakach vůči sionismu a šestidenní válce ji vyloučilo z vlády Národní jednoty, která byla zformována během funkčního období 6. Knesetu. Ve volbách v roce 1969 získala Rakach opět tři mandáty. V následujících volbách v roce 1973 strana posílila a získala čtyři mandáty.
Před volbami v roce 1977 se strana spojila s několika malými levicovými a arabskými stranami, včetně některých členů Izraelských černých panterů, a vytvořila uskupení Chadaš. Chadaš v hebrejštině znamená „nový“ a je rovněž akronymem pro Demokratickou frontu pro mír a rovnost. Mezitím došlo k zániku původní strany Maki, když se v roce 1981 sloučila v rámci strany Rac. V roce 1989 se členové strany Rakach rozhodli změnit název strany na Maki, aby zdůraznili status strany, coby oficiální komunistické strany v Izraeli. Dodnes je Maki vůdčí stranou uskupení Chadaš.